# استيبان توري
استيبان توري (بالإسبانية: Esteban Torre)‏ هو لاعب كرة قدم إسباني، ولد في 3 سبتمبر 1971. لعب مع راسينغ سانتاندير.